# Porte d'En-Haut
La Porte d'En-Haut est un monument faisant partie de l'enceinte fortifiée de la cité médiévale de Pérouges, dans le département de l'Ain. 

## Situation
Elle est située exactement place de l'église, le long de la rue des Rondes, à proximité immédiate de l'église-forteresse.
La Porte d'En-Haut est l'autre accès (nord-ouest) à la cité médiévale de Pérouges avec celui de la Porte d'En-Bas située elle, au sud-est de la cité.

## Protection
La Porte d'En-Haut fait l’objet d’un classement au titre des monuments historiques depuis le 23 mai 1912.